# ボルチモア・アンド・オハイオ鉄道

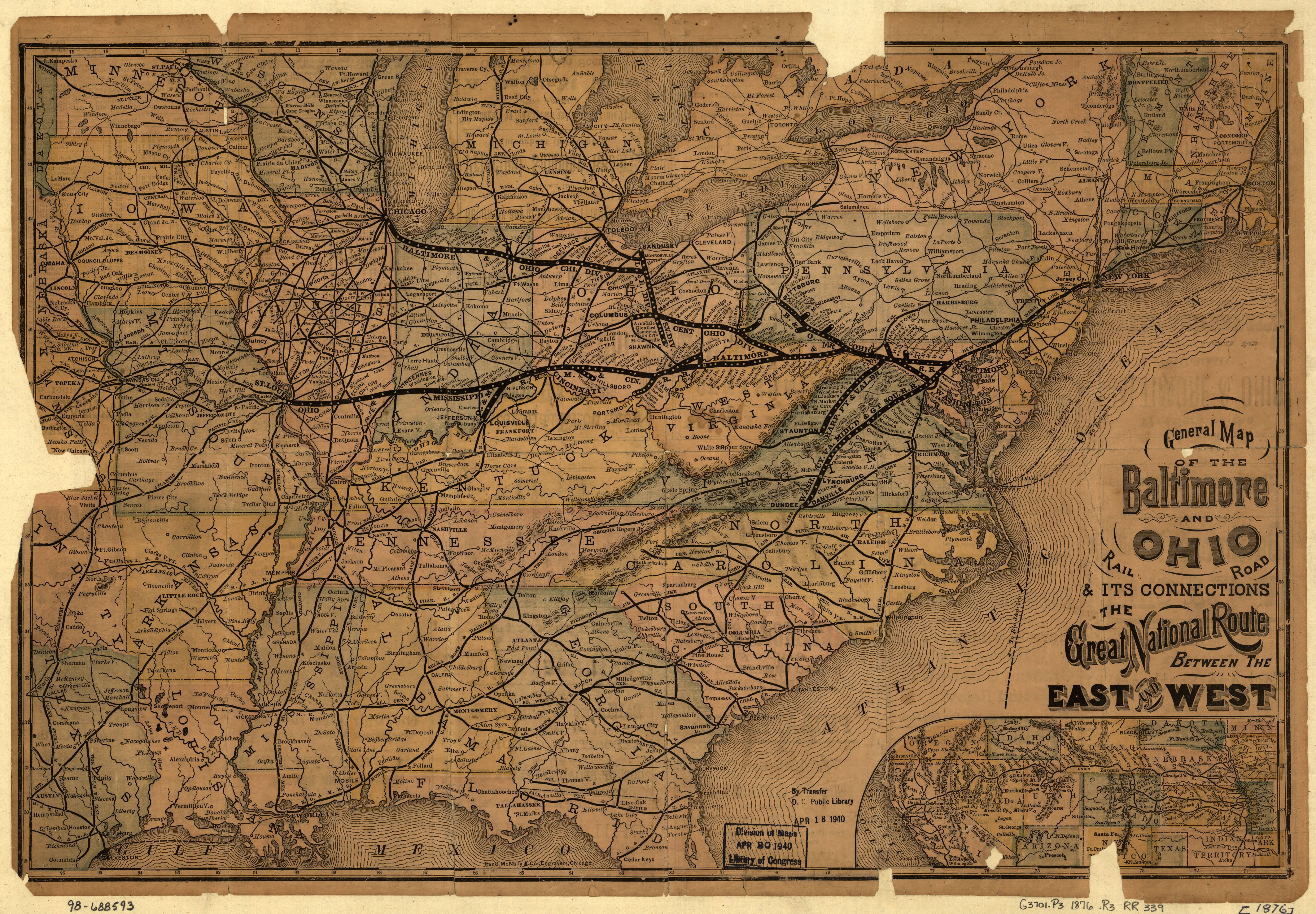
1876年の路線図

ボルチモア・アンド・オハイオ鉄道 (ボルチモア・アンド・オハイオてつどう、Baltimore and Ohio Railroad、B&O)とはアメリカ最古の鉄道のひとつである。最初の鉄道が開通したのは1826年である。メリーランド州ボルチモアの港から、オハイオ川の港であるウェストバージニア州ホイーリングに向けて西進する路線であった。数年後、オハイオ川に面したウェストバージニア州パーカーズバーグまで延伸した。
他鉄道との複数回の合併により、B&Oの路線網はCSXトランスポーテーションの一部となっている。そのなかには供用されている鉄道橋としては世界最古のカロルトン橋も含まれる。B&Oには合衆国最古の恒常的に敷設された鉄道とされるライパー鉄道も含まれる。ライパー鉄道は、1810年に馬車軌道として開通し、のち1829年に運河にとって替わられ、さらに1852年には鉄道として復活している。

## 歴史

### 会社設立まで
フィリップ・トーマス(Philip E. Thomas)とジョージ・ブラウン(George Brown)というの二人の人物が、アメリカにおける鉄道のパイオニアである。彼らは1826年(ロコモーション号による世界初の公共鉄道が開業した翌年)に、まだ投機的な存在だったイギリスにおいて鉄道事業を調査した。
当時のアメリカ合衆国東海岸の主要都市のうち、ボストンとニューヨークはエリー運河により五大湖地域へ商圏を拡大し、フィラデルフィアも山越えの運河によりオハイオ川沿いのピッツバーグまで到達していた。しかし、メリーランド州のボルチモアには運河に適した土地がなく、鉄道を用いてオハイオ川に到達することが計画された。
1827年2月12日、ボルチモアの有力者が実業家ジョージ・ブラウンの邸宅に集まり、交通についての協議を行った。2年前の1825年にイギリスで世界初の公共鉄道として開業したストックトン・アンド・ダーリントン鉄道の成功に倣って、鉄道の敷設が決定された。目的地は西方のアパラチア山脈を越えた先のオハイオ州とし、オハイオ川沿いのホイーリングまでの380マイル（611km）を結んでオハイオ川の水運に接続し、ミシシッピ川流域一帯を商圏とする計画であった。
「B&Oに関するメリーランド州法」が2月27日に可決され、3月8日にはバージニア州を通過し、B&O設立の許可が出された。B&Oは4月24日に会社組織化され、アメリカ合衆国中西部から東海岸まで航路の代替とともに最速ルートとなることを目指した。そして、トーマスは初代社長 (president)に、ブラウンは会計役 (treasurer)となった。資本金は500万ドルと計画した。

### 初期の建設
1828年7月4日の独立記念日、合衆国独立宣言の署名者であったチャールズ・キャロル・オヴ・カロルトンらにより、最初の礎石の据付が行われた。カロルトンは独立宣言署名者としては最後まで生き残った人物であり、一族はボルチモアの名家であった。
1830年5月24日、最初の開業区間であるボルチモア〜メリーランド州エリコット間が開通した。パタプスコ川沿いをパーズ・リッジ付近まで遡り、そこで瀑布線を横切ってモノカシー川およびポトマック川の谷間まで降りてゆくルートである。当初は馬車鉄道のみであったが、8月よりアメリカ最初の蒸気機関車「トム・サム（親指トム号）」が使用されている。
以降、下記のように延伸される。
- 1831年12月1日 - エリコット〜フレデリック(メリーランド州)。フレデリック・ジャンクション〜フレデリック間は支線
- 1832年4月2日 - フレデリックジャンクション〜ポイント・オブ・ロックス(メリーランド州)
- 1834年12月1日 - ポイント・オブ・ロックス〜サンディ・フック(メリーランド州)
- 1842年5月 - サンディ・フック〜マーティンズバーク(ウエストバージニア州)
- 1842年6月 - マーティンズバーク〜ハンコック(ウエストバージニア州)
- 1842年11月5日 - ハンコック〜カンバーランド(メリーランド州)
- 1851年7月21日 - カンバーランド〜ピードモント(ウエストバージニア州)
- 1852年6月22日 - ピードモント〜フェアモント(ウエストバージニア州)
- 1853年1月1日 - フェアモント〜ホイーリング(ウエストバージニア州)

また、1831年に、メリーランド州はB&OにボルチモアからワシントンD.C.への鉄道建設の認可を出した。1835年8月25日にはワシントン支線が開業し、首都ワシントンに乗り入れた最初の鉄道となった。この路線は、ボルチモアから西進するメインラインとはリレイで分岐し、パタプスコ川をトーマス橋で越えてワシントンD.C.へと向かうもので、部分的に州の資金により建設された。そのため、1870年代まで旅客収入の25%は州の収入とされていた。さらに、1873年にはワシントンD.C.〜ポイント・オブ・ロックスまでの首都支線が開通すると、このリレイ〜ワシントンD.C〜ポイント・オブ・ロックスのルートは名称こそ「支線」ながら事実上のメインラインとなった。1900年代初期には改良が施され、1928年には複線化された。従来のフレデリック南部を通るルートは予備的なルートとなり、「オールド・メインライン」、略してOMLと呼ばれた。
OMLで使用されていた石造りの橋は、パタプスコ川の記録的な洪水に洗われ、長持ちせず、最初にボルマントラスに架け替えられた。
1840年には、アナポリス・アンド・エルク・リッジ鉄道がアナポリスのジャンクションでこのワシントン支線と接続した。

### 南北戦争
1861年、南北戦争が勃発。アメリカ北部の鉄道は南部の倍ほど発達しており、資本主義の象徴とみなされていたこと、また南北戦争では兵站輸送に鉄道が重要な役割を果たしたため、南部(アメリカ連合国)による鉄道の襲撃がたびたび生じ、B&Oも巻き込まれることとなった。

### 合併による西進

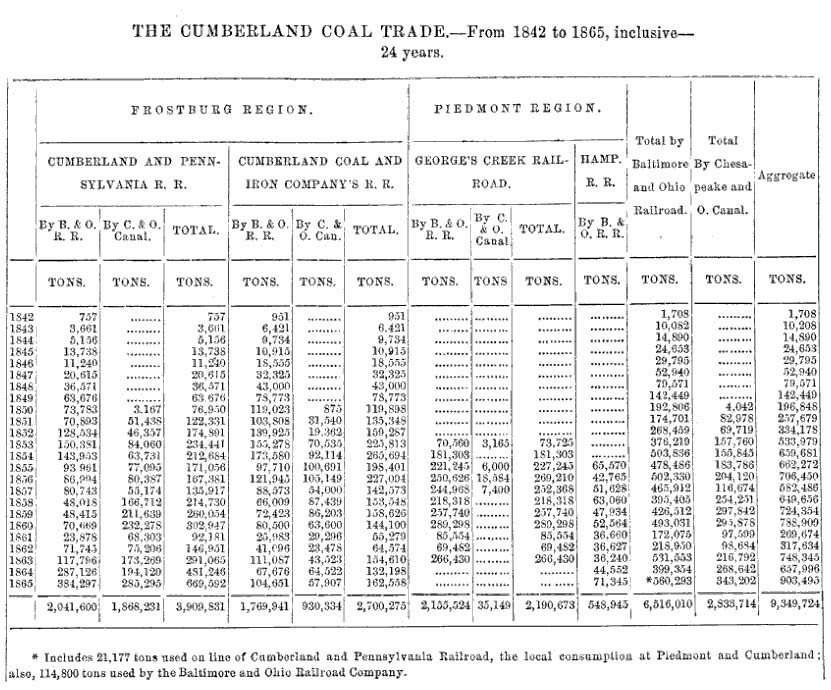
B&Oまたはチェサピーク＆オハイオ運河を経て出荷されたカンバーランド炭鉱からの石炭出荷量の推移(1842〜1865年)

1871年、ホイーリングと対岸のベレアを結ぶ橋がオハイオ川に完成し、B&Oとセントラル・オハイオ鉄道(CO)が接続された。COは1866年からB&Oによりリースされていた。この接続により、コロンバスと東海岸が直結され、鉄道が西および北へと延伸されるきっかけとなった。
B&Oに合併された鉄道は以下のとおりである（短区間の支線を除く）
- 1867年 - ウインチェスター・アンド・ポトマック鉄道とウインチェスター・アンド・スターズバーグ鉄道。両社はハーパーズ・フェリー（ウェストバージニア州）でB&Oと結ばれていた。現在のバージニア州における鉄道の重要な路線である。
- 1869年 - サンダスキー・マンスフィールド・アンド・ニューアーク鉄道をリース
- 1871年 - ピッツバーグ・アンド・コーネルズビル鉄道。B&Oはペンシルベニア州への延伸は許可されていなかったが、これによりピッツバーグへの延伸に成功。
- 1879年 - ソマーセット・アンド・カンブリア鉄道
- 1880年 - バッファロー鉄道
- 1890年 - ウェスト・バージニア・アンド・ピッツバーグ鉄道
- 1890年 - コロンバス・アンド・シンシナティ・ミッドランド鉄道をリース
- 1900年 - モノンガヘラ・リバー鉄道
- 1882年 - マリエッタ・アンド・シンシナティ鉄道。シンシナティ・ワシントン・アンド・ボルチモア鉄道となり、1889年にはボルチモア・アンド・サウスウェスタン鉄道(B&OSW)となった。B&OSWはオハイオ・アンド・ミシシッピ鉄道に吸収され、さらにB&Oに吸収されたことでB&Oとミズーリ州セントルイスとが結ばれた。B&OSWは会社としては1900年まで存続。
- 1901年 - オハイオ・リバー鉄道
- 1902年 - ピッツバーグ・ジャンクション鉄道
- 1902年 - ピッツバーグ・アンド・ウェスタン鉄道。元来、狭軌の路線であったが改軌された、B&Oのメインラインとして、ピッツバーグからさらに西へと向かう路線となった。ペンシルベニア州マースを通る。
- 1909年 - クリーブランド・ターミナル・アンド・バレー鉄道。これによりB&Oはクリーブランドへ進出。
- 1909年 - クリーブランド・ロレイン・アンド・ウイーリング鉄道
- 1910年 - シカゴ・ターミナル・トランスファー・カンパニーをボルチモア・アンド・オハイオ・シカゴ・ターミナル鉄道に改組。別会社として運営。
- 1912年 - ピッツバーグ近郊のサリスベリー鉄道を運営
- 1912年 - シンシナティ・ハミルトン・アンド・デイトン鉄道
- 1922年 - モーガン・アンド・キングウッド鉄道
- 1920年 - コール・アンド・コーク鉄道
- 1927年 - シンシナティ・インディアナポリス・アンド・ウェスタン鉄道。元来、シンシナティ・ハミルトン・アンド・デイトン鉄道の一部であった。これによりB&Oはイリノイ州スプリングフィールドへ進出。
- 1932年 - バッファロー・ロチェスター・アンド・ピッツバーグ鉄道。これによりB&Oはニューヨーク州へ進出。
- 1932年 - バッファロー・アンド・サスケハナ鉄道。一部の路線は1955年にウエルズビル・アディソン・アンド・ゲールトン鉄道となる。

1931年、シカゴ・アンド・アルトン鉄道を買収し、アルトン鉄道と解消。別会社として運営したが、1942年には裁判所による財産管理下におかれたのち、1947年にガルフ・モバイル・アンド・オハイオ鉄道に引き継がれた。
1877年7月20日、B&Oの従業員による暴動がボルチモアで起き、9人がメリーランド州の軍により殺された(1877年の鉄道大ストライキ)。翌日、ピッツバーグの従業員はストライキを行い、再び郡に包囲された。これがきっかけで、暴動はピッツバーグ全域に広がった。

### ペンシルバニア鉄道との競争と一度目の破綻
前述のとおり、B&Oはボルチモア〜ワシントンD.C.間の新線を建設し、その路線の営業は好調に推移していたが、1880年代になって、ボルチモア周辺においてペンシルバニア鉄道(PRR)とB&Oとの間で、熾烈な争いが始まった。
PRRは、B&Oが持つボルチモア周辺のルートを奪取しようと画策。まずはボルチモアから北へ向かうルート、すなわちフィラデルフィアを経てニューヨークに至るルートを断ち切るために、B&Oが利用していたフィラデルフィア・ウィルミントン・アンド・ボルチモア鉄道(PW&B)を1884年に高額で買収した。
また、ボルチモア〜ワシントンD.C.間についても、PRRはボルチモア・アンド・ポトミック鉄道を通じて建設してしまった。かつて、メリーランド州はB&Oのボルチモア〜ワシントンD.C.間に競合する路線建設には許可を与えないという暗黙の約束を保持していたが、PRRは巧みなロビー活動でボルチモアからB&Oの路線の東側に平行して南下し、ボウイーを経てポープス・クリークに至る路線の建設許可を得た。その許可条項をPRRの法務担当者がよく見ると、そこには20マイルまでの支線の建設許可を伴っており、しかも、どこからどこに向かう支線か、は明示されていなかった。この条項を利用して、PRRは途中のボウイーからワシントンD.C.に向かう路線も支線として建設してしまった。つまり、B&Oの路線の東側に平行する形で新線を作り、両都市を結んだのである。建前上は支線であるボルチモア〜ワシントンD.C.間は1872年7月2日に営業を開始し、本来はメインラインであるが実質的に支線であるボウイー〜ポープス・クリーク間は翌年1月1日に開業した。
これらのPRRの策略に対抗して、B&OはPW&Bに平行するフィラデルフィア支線とボルチモア・アンド・フィラデルフィア鉄道の建設を開始し、1886年に完成させた。ボルチモア・ベルトラインが1895年に開業し、パタプスコ川をフェリーに頼らずにフィラデルフィア支線とメインラインを結んだ。しかし、フィラデルフィアの北部ダウンタウンをパスしてカムデン駅に向かうハワード・ストリート・トンネルの建設に莫大な資金を投入したため、それがきっかけとなってB&Oは翌年、倒産に至った。

### 19世紀後期の路線建設
また、ふたつの路線が南側へ延伸された。そのうちのひとつ、1874年に建設されたアレクサンドリア支線はハイアッツビルとシェパードのフェリー乗り場を結んだ。フェリーの運航は、ワシントン・ユニオン駅が設置された1901年まで行われた。ワシントン・ユニオン駅は、PRRとB&Oがそれぞれ独自の駅をワシントンD.C.に持っていたものを統合して共同で設置した駅である。
アレクサンドリア支線のシェパードへの路線は第二次世界大戦において非常に重要な役割を果たした。ポトマック川を渡るロング・ブリッジの輸送量が逼迫していたために、アメリカ陸軍工兵司令部がB&Oが当初予定したのと同じくシェパードとアレクサンドリア (バージニア州)を結ぶ橋を建設していたためである。

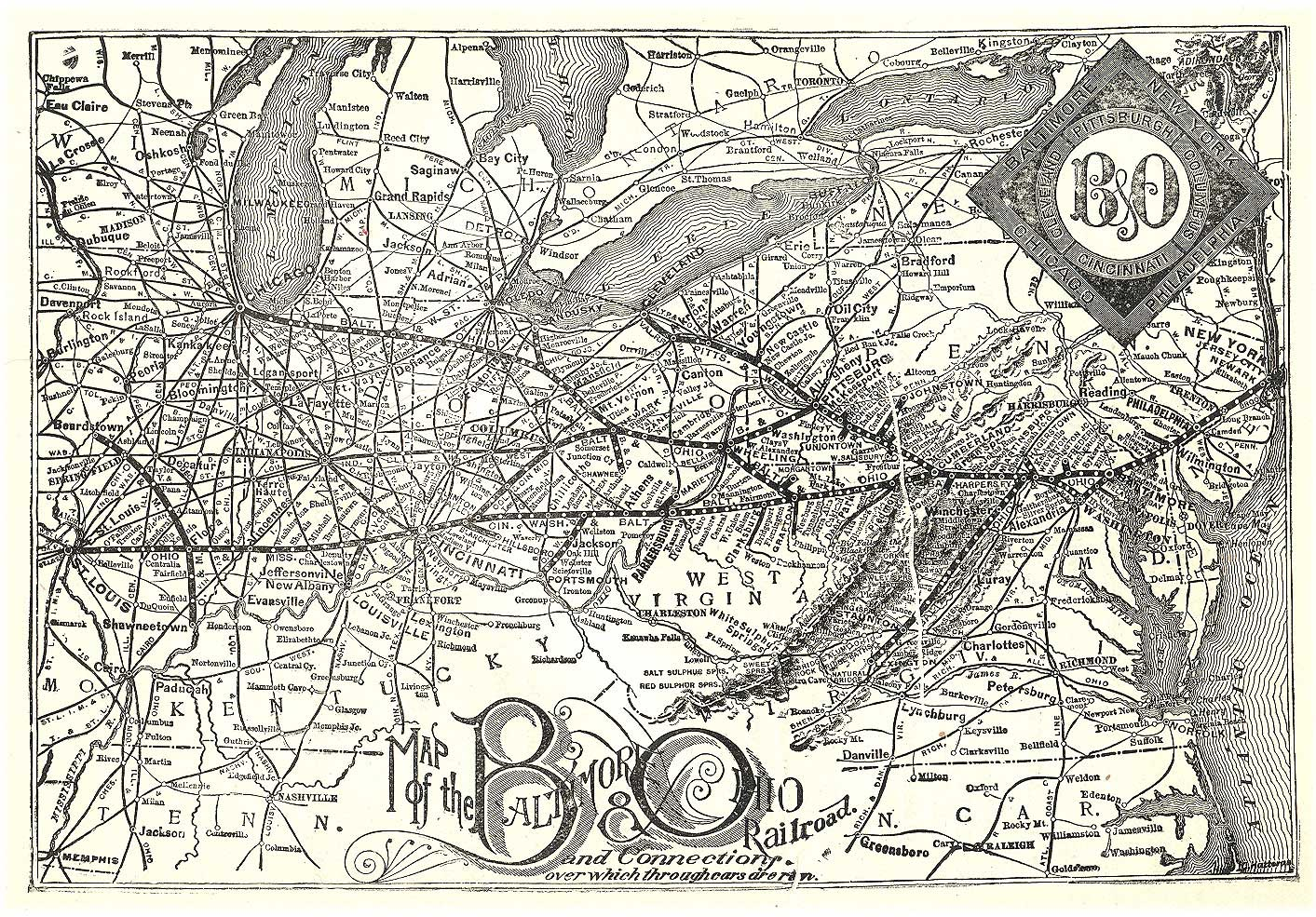
1891年におけるB&Oの路線図

B&OとPRRの両路線が接続される以前、ほかにもワシントンD.C.の西側に建設された路線があった。1880年代、B&Oは経営が破綻したバージニア州のバージニア・ミッドランド鉄道(VM)を再編成した。VMの路線はアレクサンドリアからバージニア州ダンビルへ向かうものである。この周辺に、ポトミック川を渡って西進する路線の計画があった。当初、D.C.ラインの北側を通って南西に進み、フェアファックス (バージニア州)でVMに接続し、可能ならばクアンティコまで延ばしてリッチモンド・フレデリックスバーグ・アンド・ポトマック鉄道に接続する予定であった。
この支線は1892年に建設が始まり、同年にはメリーランド州シェビー・チェースに達した。財政的問題がB&OとVM双方に生じたため建設は一時中断され、さらにB&OはVMのコントロール権を失ってしまった。破産後、建設はPRRに委ねられ、1910年に完成。川を渡る部分はどこにも作らなかった。この路線はジョージタウン支線となった。この路線は多くの小川を渡り、トンネルは短くし、ロッククリークでは木材を組み合わせた史上最長の橋をかけた。この路線の大部分は1986年にCSXトランスポーテーションにより廃止されている。

### 20世紀のB&O

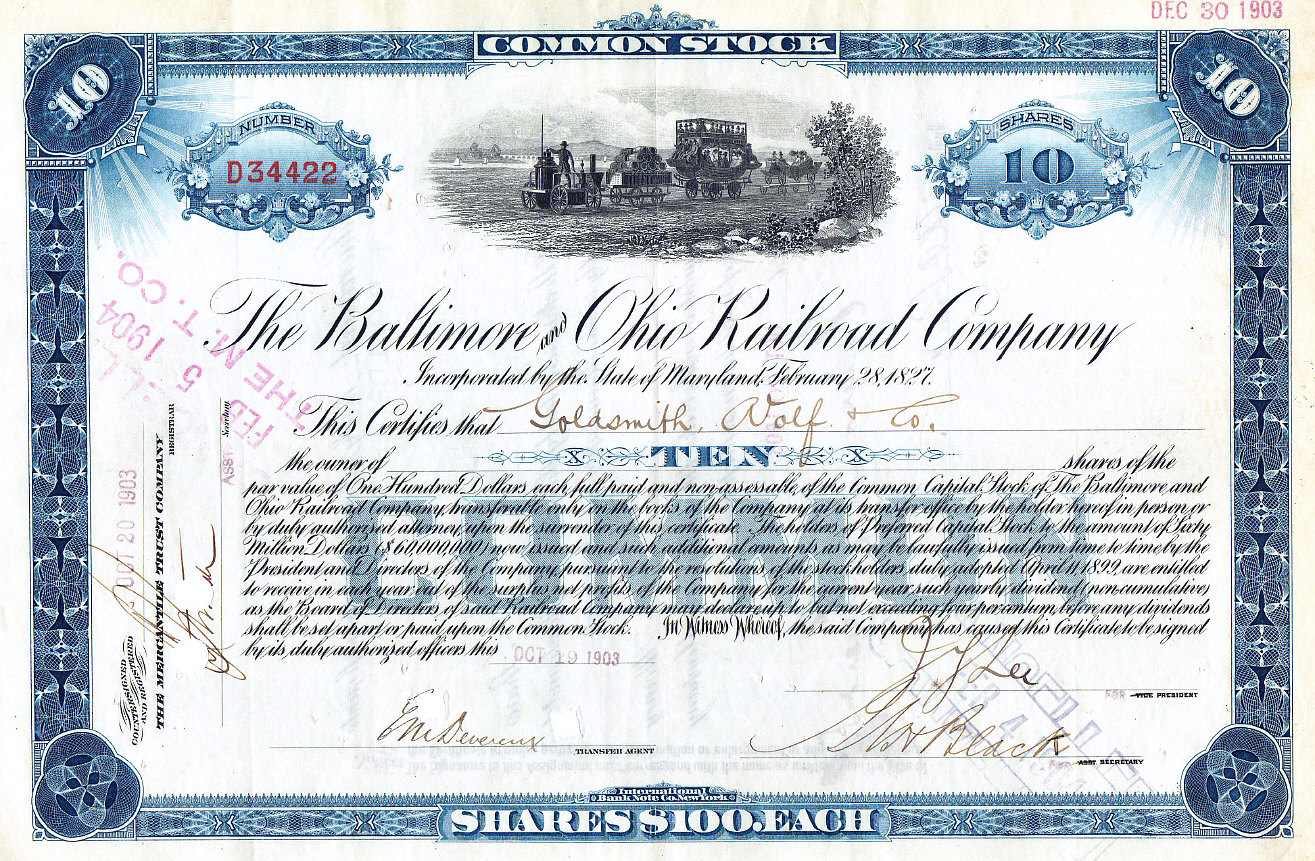
B&Oの株券。1903年。

破産から脱出したB&Oの経営は、1901年にPRRの手に渡り、PRRの若き副社長、レオノア・ローリー(Leonor F. Loree)が社長に就任した。ローリーはPRRとB&Oのインフラを共用とした。新たな機関車が、より長大なでより高速な列車のために新造された。オールド・メイン・ラインは曲線部分を直線に改良したり、老朽化した鉄橋を石の橋に交換するなどの手が入れられた。ローリーによるこうした施策はいまもなおその姿をとどめている。PRRは石の橋を好み、レディング鉄道やラッカワナ鉄道はコンクリート橋を好んだのである。

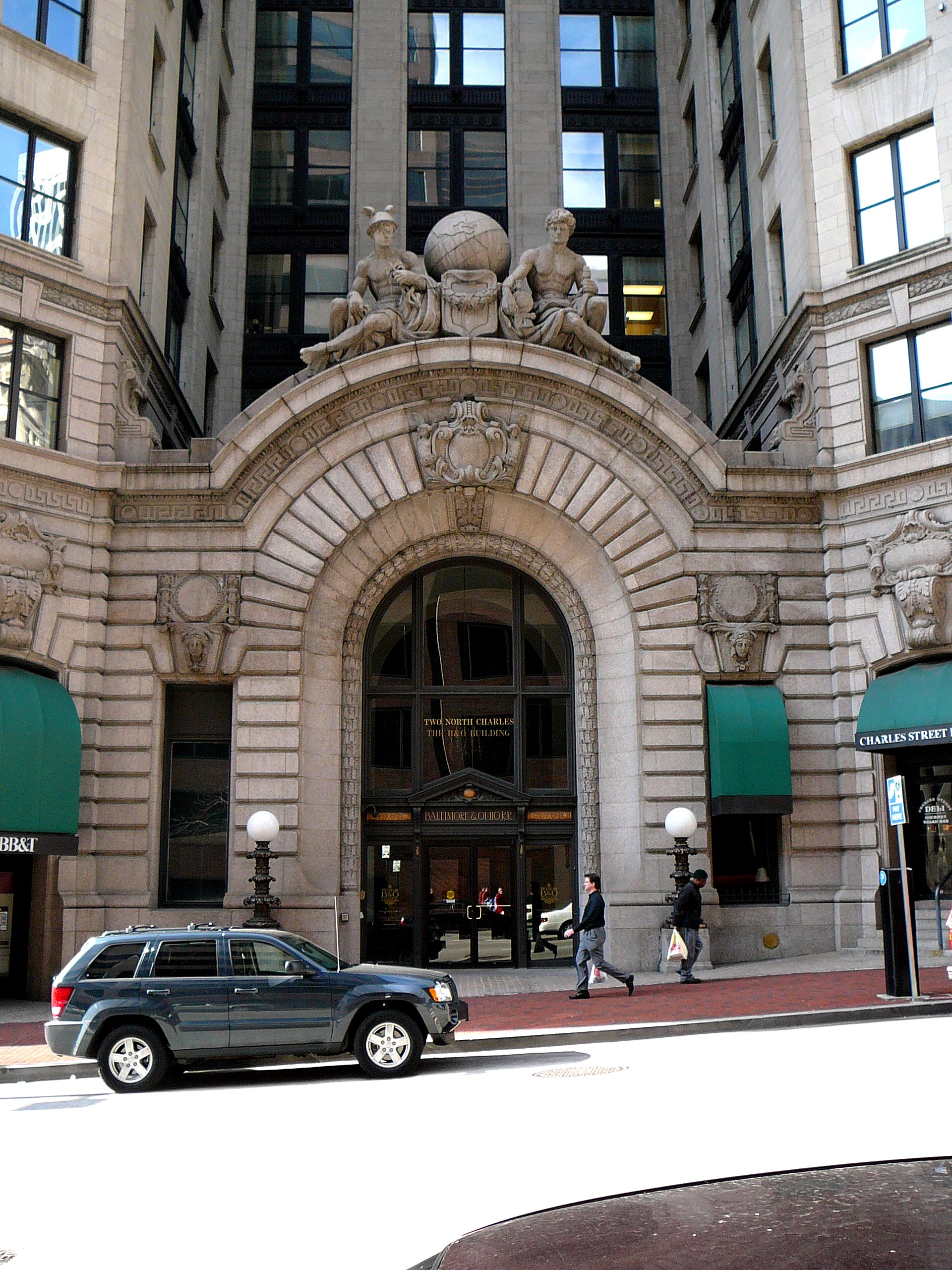
ボルチモアの北チャールス通りにあるB&Oのオフィス。

1963年、チェサピーク・アンド・オハイオ鉄道(C&O)がB&Oの経営を取得し、単独で株式会社化した。1973年、C&Oはウェスタン・メリーランド鉄道とともにチェシー・システムとなり、さらに1980年にチェシーシステムはシーボード・システム鉄道と合併し、CSXトランスポーテーションとなった。B&Oは会社としては存在してはいたが、1986年、正式にC&Oと合併し、会社としての歴史を閉じた。同年、C&OはCSXと合併している。

## 初期の土木技術

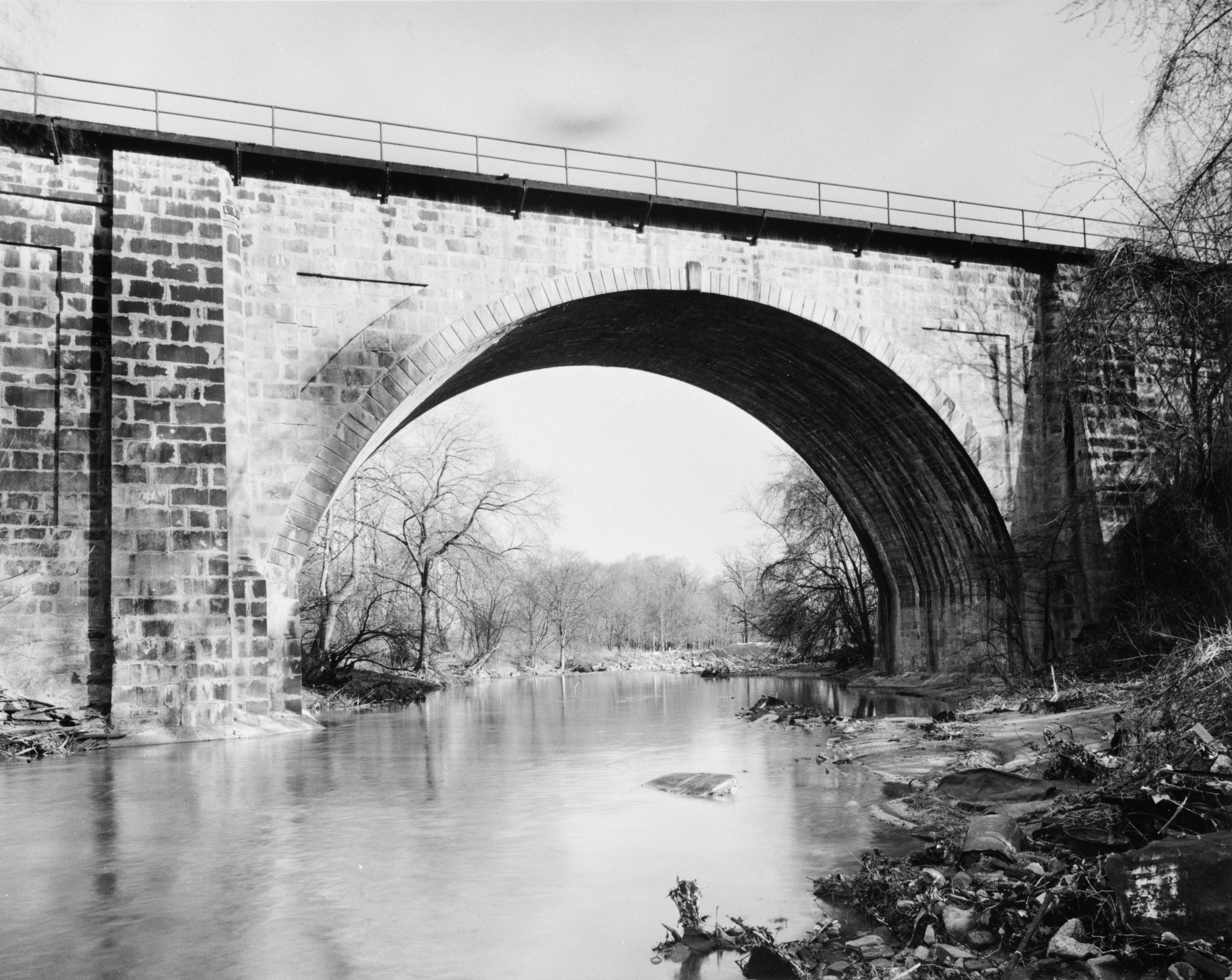
Carrollton Viaduct

B&Oの建設が始まった1820年代、鉄道の技術は未熟だった。どんな材質が要求を満たすかもわからず、B&Oは花崗岩で多くの建造物を造った。鉄の帯を表面に貼り付けたレールの道床も石であった。
花崗岩は、すぐにこうした用途には不向きでかつ費用もかかることが判明したが、B&Oの多くの橋は現在でもなおその姿をとどめており、CSXの列車がその上を通過している。前述のとおり、ボルチモアのカロルトン橋はB&O最初の橋であり、世界最古の供用中の鉄道橋でもある。リレイのトーマス橋は1835年の完成時点ではアメリカ一の長い橋だったものであり、やはり現在も供用中である。B&Oは1800年代半ばまでボルマントラス鉄橋も広範囲で使用した。その耐久性と、組み立ての容易さで、鉄道建設をおおいに早めた。
1830年にB&Oがボルチモアから西をめざして建設を始めた時、ポタプスコ川の堤防沿いに遡り、現在のマウント・アイリーに達した。その当時、まだ蒸気機関車の運転についてのノウハウの集積は少なく、鉄車輪が鉄の軌条の上を走ってパース・リッジまで登ることができるのか確信を持てなかった。B&Oは尾根の両側に各2基計4基のインクラインを設置し、馬、あるいは蒸気機関によるウインチで列車を押し上げるのをアシストした。すぐに、この部分が運営上のボトルネックとなることが判明し、10年もたたないうちにB&Oは5.5マイル（約8.8km）の、現在マウント・アイリー・ループとして知られる代替ルートを建設した。インクラインは早々に廃止され、現在は遺物が残るのみである。